# Alekšince
Alekšince es un municipio del distrito de Nitra en la región de Nitra, Eslovaquia, con una población estimada a final del año 2024 de 1802 habitantes.
Se encuentra ubicado en el centro-oeste de la región, en el valle del río Nitra (cuenca hidrográfica del Danubio) y cerca de la frontera con la región de Trnava.

## Demografía
| Año        | 1994 | 2004    | 2014    | 2024    |
| ---------- | ---- | ------- | ------- | ------- |
| Población  | 1602 | 1708    | 1682    | 1802    |
| Diferencia |      | +6,61 % | −1,52 % | +7,13 % |

| Año        | 2023 | 2024    |
| ---------- | ---- | ------- |
| Población  | 1762 | 1802    |
| Diferencia |      | +2,27 % |